# Нукури, Диана
Диана Нукури — бурундийская легкоатлетка, которая специализируется в беге на длинные дистанции. Выступала на Олимпиаде 2000 года на дистанции 5000 метров, но не смогла выйти в финал. На олимпийских играх 2012 года заняла 31-е место с национальным рекордом 2:30.13. 3 ноября 2013 года заняла 10-е место на Нью-Йоркском марафоне — 2:30.09.
10 мая 2015 года заняла 5-е место на пробеге Great Manchester Run — 32.27.

## Прочее
Была знаменосцем сборной на церемониях открытия олимпийских игр 2000 и 2012 годов. В настоящее время проживает в Айове, США.

## Достижения
- 2013:  Нью-Йоркский полумарафон — 1:09.12 — NR